# Igor Armaș
Igor Armaş (Chisináu, Unión Soviética, 14 de julio de 1987) es un futbolista moldavo que juega de defensa en el F. C. Voluntari de la Liga I.

## Trayectoria
Después de estar 4 temporadas y media (entre el 2004 y 2008), y haber jugado 60 partidos y marcado 3 goles en el FC Zimbru Chişinău, Armaş firmó un contrato de cuatro años, pero solo cumplió uno con el Hammarby IF de Suecia, en el que jugó 27 partidos.
En noviembre de 2009 fue elegido el "Mejor futbolista del año" por los fanes del Hammarby IF en la web oficial del club.
En enero de 2010 fichó por el Kuban Krasnodar ruso, con el que jugó más de 50 partidos y marcó 2 goles.

## Selección nacional
Lleva 83 partidos jugados y 6 goles con la selección de fútbol de Moldavia, con la que debutó el 28 de mayo de 2008 contra la de Armenia.

## Clubes
| Club                   | País     | Año       |
| ---------------------- | -------- | --------- |
| F. C. Zimbru Chişinău  | Moldavia | 2007-2008 |
| Hammarby IF            | Suecia   | 2009-2010 |
| F. C. Kubán Krasnodar  | Rusia    | 2010-2017 |
| F. K. Anzhí Majachkalá | Rusia    | 2017-2018 |
| F. C. Voluntari        | Rumania  | 2018-     |